# یواس‌اس پمیسکات (ای‌کی-۲۰۱)
یواس‌اس پمیسکات (ای‌کی-۲۰۱) (به انگلیسی: USS Pemiscot (AK-201)) یک کشتی بود که طول آن 388' 8" بود. این کشتی در سال ۱۹۴۴ ساخته شد.